# スウィート・ヴァレリアン
『スウィート・ヴァレリアン』は、CLAMP原作・マッドハウス制作のアニメ作品。

## 概要
元々はCLAMPのホームページ上にあったオリジナルキャラクターであったが、脚本家の大場小ゆりや監督である桜井弘明の目に止まり、アニメ化されることになった。わずか3分30秒のため全体的にセリフや展開のスピードが速い。スタッフも『デ・ジ・キャラット』が放送された当時の面々である。ちなみに「ヴァレリアン」とは、カノコソウ（を原料とする鎮静剤）のことである。放送は毎日放送テレビ（MBSテレビ）で2004年8月1日7時00分〜（『ブリンぶりん家』枠内）、2004年10月xx日7時00分〜（『フューチャービーンズ〜みらい豆』枠内）。全26話。（テレビ放送は全18話）。
なお、テレビ未放送エピソードを加えたDVD全4巻が2005年5月25日より順次発売。
さらに、「なかよし」（講談社）で4コマ漫画によるコミカライズ版が掲載されたことがある。作者はハタノヒヨコ。

## キャスト
- カノコ - 小清水亜美
- ポップ - 浅川悠
- ケイト - 名塚佳織
- パンダブー/ナレーション - かないみか
- 耳仙人 - 長島雄一
- 田沼金次郎（ストレス団ボス） - 矢尾一樹
- リコリン - 千葉千恵巳

## スタッフ
- 原案・メインキャラクターデザイン - CLAMP
- 監督 - 桜井弘明
- キャラクターデザイン - 山川吉樹
- シリーズ構成 - 大場小ゆり
- 美術監督 - 工藤英昭
- 色彩設計 - 堀川佳典
- 撮影監督 - 高橋宏司
- 編集 - 松村正宏
- 音楽 - ダブルオーツ
- 音響監督 - 蝦名恭範
- プロデューサー - 諸澤昌男、藤本敦、増島由美子
- アニメーション制作 - マッドハウス
- 製作 - ヴァレリアンパーティ

## 挿入歌
「ヴァレリアン体操の歌」（第19話）
作詞 - 大場小ゆり / 作曲 - 安部純 / 編曲 - 武藤星児 / 歌 - 聖マリリアンヌ合唱団
「スウィート・サプリメント」（第24話）
作詞 - 大場小ゆり / 作曲 - 安部純 / 編曲 - 武藤星児 / 歌 - カノコ・ポップ・ケイト

## 各話リスト
| 話数 | サブタイトル                     | 脚本       | 絵コンテ | 演出              | 作画監督     | 備考         |
| ---- | -------------------------------- | ---------- | -------- | ----------------- | ------------ | ------------ |
| 1    | ぷろろ〜ぐ                       | 大場小ゆり | 桜井弘明 | 岡本英樹          | 山川吉樹     |              |
| 2    | 携帯電話ストレス                 | 大場小ゆり | 桜井弘明 | 岡本英樹          | 島村秀一     |              |
| 3    | バーゲン会場ストレス             | 大場小ゆり | 岡本英樹 | 岡本英樹          | 井嶋けい子   |              |
| 4    | ヴァレリアンになっちゃった       | 大場小ゆり | 桜井弘明 | 岡本英樹          | 島村秀一     |              |
| 5    | 人肌ラーメン                     | 大場小ゆり | 吉松孝博 | 吉松孝博          | 吉松孝博     |              |
| 6    | 満員電車でゆらりんストレス       | 大場小ゆり | 小滝礼   | 池田重隆          | 菅野利之     |              |
| 7    | 私、つつましく暮らしてます       | 大場小ゆり | 小滝礼   | 池田重隆          | 阿部純子     |              |
| 8    | 私、代表取締役社長               | 大場小ゆり | 今千秋   | 鎌仲史陽          | 西野理恵     |              |
| 9    | 私、不思議少女なの?              | 大場小ゆり | 今千秋   | 池田重隆          | 阿部純子     |              |
| 10   | 地味なジミー                     | 大場小ゆり | 岡本英樹 | 岡本英樹          | 井嶋けい子   |              |
| 11   | 宇宙ストレス                     | 大場小ゆり | 今千秋   | 玉野陽美          | 島村秀一     | テレビ未放送 |
| 12   | ゴミはきちんと捨てろ!            | 大場小ゆり | 今千秋   | 岡本英樹          | 島村秀一     | テレビ未放送 |
| 13   | ズル休み                         | 大場小ゆり | 玉野陽美 | 玉野陽美          | 菅野利之     |              |
| 14   | ストレス団にもボスがいた         | 大場小ゆり | 玉野陽美 | 池田重隆          | 阿部純子     |              |
| 15   | とぐろ峠でカーチェイス           | 大場小ゆり | 吉松孝博 | 吉松孝博          | 吉松孝博     |              |
| 16   | 通販ストレス                     | 伊藤美智子 | 今千秋   | 池田重隆          | 山川吉樹     | テレビ未放送 |
| 17   | 気になる少年                     | 大場小ゆり | 今千秋   | 池田重隆          | 山川吉樹     | テレビ未放送 |
| 18   | あみだすぞ必殺技                 | 大場小ゆり | 岡本英樹 | 岡本英樹          | 島村秀一     |              |
| 19   | う〜ん、マリリアンヌ〜           | 大場小ゆり | 岡本英樹 | 岡本英樹          | 井嶋けい子   |              |
| 20   | あのモンスターは?                | 大場小ゆり | 小滝礼   | 池田重隆          | 阿部純子     | テレビ未放送 |
| 21   | ストレス解消温泉                 | 伊藤美智子 | 金子伸吾 | 今千秋            | 井嶋けい子   | テレビ未放送 |
| 22   | ヴァレリアンに入りたい           | 大場小ゆり | 小滝礼   | 今千秋            | 阿部純子     |              |
| 23   | 昔々のカチカチ山                 | 大場小ゆり | 玉野陽美 | 池田重隆          | 加藤やすひさ | テレビ未放送 |
| 24   | モンスターだらけ                 | 大場小ゆり | 島村秀一 | 島村秀一          | 島村秀一     | テレビ未放送 |
| 25   | スーパーストレスボス             | 大場小ゆり | 岡本英樹 | 桜井弘明 岡本英樹 | 山川吉樹     |              |
| 26   | やったね!スウィート♡ヴァレリアン | 大場小ゆり | 岡本英樹 | 岡本英樹          | 山川吉樹     |              |